# Benito Jacovitti
Benito Jacovitti, född 19 mars 1923, död 3 december 1997, var en italiensk serieskapare av arberesjiskt ursprung, även känd under signaturen Jac.
Jacovitti är bland annat känd för western-parodin Cocco Bill. Cocco Bill har en häst som röker, dricker bara kamomillte och lever i en värld befolkad av vandrande korvar och skjutglada kriminella. Utpräglad crazy-humor i många seriealbum från femtiotalet och framåt av vilka bara två finns utgivna på svenska, 1974 och 1979. Värt att nämnas är Dubbelscheriffen och när den galne indianhövdingen delar ut ett cymbaliskt straff.